# Offensive Krasnoïe Selo-Ropcha
Front de l'Est de la Seconde Guerre mondiale
Batailles
Front de l’Est

Prémices :
- Campagne de Pologne
- Guerre d’Hiver

Guerre germano-soviétique :
- 1941 : L'invasion de l'URSS

- Opération Barbarossa

Front nord : 
- Guerre de Continuation
- Opération Silberfuchs
- Siège de Léningrad

Front central : 
- 2e bataille de Brest-Litovsk
- Bataille de Białystok–Minsk
- 1re bataille de Smolensk
- Bataille de Kiev

Front sud : 
- Siège d'Odessa
- Campagne de Crimée

- 1941-1942 : La contre-offensive soviétique

Front nord : 
- Poche de Demiansk
- Poche de Kholm

Front central : 
- Bataille de Moscou

Front sud : 
- Seconde bataille de Kharkov

- 1942-1943 : De Fall Blau à 3e Kharkov

Front nord : 
- Offensive de Siniavino
- Opération Iskra
- Bataille de Krasny Bor
- Opération Poliarnaïa Zvezda

Front central : 
- Opération Mars

Front sud : 
- Bataille du Caucase (opération Fall Blau)
- Bataille de Stalingrad
- Opération Uranus
- Opération Saturne
- Offensive d'Ostrogojsk-Rossoch
- Offensive de Voronej-Kastornoe
- Opération Gallop
- Opération Étoile
- Troisième bataille de Kharkov

- 1943-1944 : Libération de l'Ukraine et de la Biélorussie

Front central : 
- 2e bataille de Smolensk
- Opération Bagration

Front sud : 
- Bataille de Koursk
- Bataille du Dniepr
- Offensive Dniepr-Carpates
- Offensive de Crimée
- Offensive de Lvov-Sandomir

- 1944-1945 : Campagnes d'Europe centrale et d'Allemagne

Allemagne : 
- Offensive Vistule-Oder
- Offensive de Poméranie orientale
- Siège de Breslau
- Offensive de Prusse-Orientale
- Bataille de Königsberg
- Bataille de Seelow
- Bataille de Bautzen
- Bataille de Berlin
- Capitulation allemande

Front nord et Finlande : 
- Guerre de Laponie
- Offensive Leningrad-Novgorod
- Bataille de Narva

Europe orientale : 
- Opération Margarethe
- Insurrection de Varsovie
- Soulèvement national slovaque
- Opération Panzerfaust
- Bataille de Budapest
- Opération Frühlingserwachen
- Offensive de Vienne
- Insurrection de Prague
- Offensive de Prague
- Bataille de Slivice

Front d’Europe de l’Ouest

Campagnes d'Afrique, du Moyen-Orient et de Méditerranée

Bataille de l’Atlantique

Guerre du Pacifique

Guerre sino-japonaise

Théâtre américain
L'offensive Krasnoïe Selo-Ropcha, également connue sous le nom d'opération Tonnerre de Janvier et Neva-2, est une campagne ayant opposée le front soviétique de Léningrad et la 18e armée allemande qui combattaient pour les approches ouest de Léningrad du 14 au 30 janvier 1944.

## Contexte
La 2e armée de choc fut déplacée de Léningrad et Lissi Nos vers la tête de pont d'Oranienbaum pendant plusieurs nuits à partir de novembre 1943. Dans la journée, les barges revenaient, maquillées en évacuation de la tête de pont. Responsable de la tête de pont, le lieutenant-général B. Z. Romanovski fut remplacé par le lieutenant-général Ivan Fediouninski.

## Conception

### Soviétique
Dans le cadre de l'offensive stratégique Leningrad-Novgorod, qui doit débuter le 14 janvier 1944, les fronts soviétiques de Volkhov et de Léningrad conçoivent l'offensive Krasnoïe Selo-Ropcha visant à forcer le groupe d'armées nord du Generalfeldmarschall allemand Georg von Küchler à reculer de ses positions près d'Oranienbaum. Ce faisant, l'attaque devra encercler la 18e armée du Generaloberst Georg Lindemann.

### Allemande
La situation du groupe d'armées allemand Nord à la fin de 1943 s'était détériorée jusqu'à un point critique. La Division bleue et trois divisions allemandes avaient été retirées en octobre, tandis que le groupe d'armées avait acquis 97 km de front supplémentaire depuis le groupe d'armées Centre au cours de la même période. En remplacement, le maréchal Georg von Küchler reçoit la Légion bleue et trois divisions composées de troupes SS. Dans un tel état d'affaiblissement, l'état-major du groupe d'armées planifia une nouvelle position à l'arrière qui raccourcira les lignes de front de 25 % et éliminera les menaces soviétiques posées sur de nombreux saillants des lignes actuelles. Le plan, appelé opération « Bleu », prévoit un retrait en janvier de plus de 240 km vers la barrière défensive naturelle formée par les rivières Narva et Velikaïa et les lacs Peïpous et Pskov. Cette position, appelée « ligne Panther », est renforcée par des fortifications construites depuis septembre. La retraite s'effectuera par étapes, en utilisant des positions défensives intermédiaires, dont la plus importante était la ligne Rollbahn formée sur le chemin de fer d'Oktiabrskaïa (en) traversant Tosno, Liouban et Tchoudovo. Là, les deux corps d'armée les plus exposés, le XXVIe et le XXXVIIIe, se regrouperont avant de reculer plus loin vers leurs positions sur la ligne Panther.
Le sort du groupe d'armées Nord s'était aggravé au cours de la nouvelle année, car Hitler rejeta toutes les propositions de retrait rapide vers la position « Panther », insistant pour maintenir aussi loin que possible les forces soviétiques du Reich, tout en les obligeant à payer un lourd tribut pour chaque mètre carré de terrain conquis. Finalement, Hitler transfère trois autres divisions d'infanterie de premier ordre hors du groupe d'armées Nord pour renforcer le groupe d'armées Sud d'Erich von Manstein alors qu'il recule du fleuve Dniepr sous l'assaut continu des Soviétiques. Le maréchal von Küchler occupe désormais une position extrêmement précaire et ne peut qu'attendre avec un grand pessimisme les événements sur les fronts de Léningrad et de Volkhov.

## Affrontement
La 2e armée de choc de Fediouninski et la 42e armée du général Maslennikov tombent sur le secteur du IIIe corps blindé SS de l'Obergruppenführer Steiner, touchant la zone des 9e et 10e divisions de campagne de la Luftwaffe. Au troisième jour de l'offensive, la 2e armée de choc franchit les lignes allemandes avec une percée de 23 kilomètres de large. Les unités de la Luftwaffe s'effondrent rapidement et le groupe d'armées Nord se replia sur de nouvelles positions le long du fleuve Narva en Estonie. Lors d'un assaut soviétique clé le 19 janvier, la 63e division de fusiliers de la Garde (en) s'empare des positions allemandes sur le front de Krasnoïe Selo. Le 19 janvier, la 2e armée de choc prend Ropcha et la 42e armée libère Krasnoïe Selo.

## Conséquences
Le 30 janvier, les attaques soviétiques de la 2e armée de choc et de la 42e armées coûtent aux forces allemandes environ 21 000 pertes ; ceux-ci capturent 85 pièces d'artillerie d'un calibre allant de 15 cm à 40 cm et les repoussent entre 60 et 100 kilomètres. L'offensive Krasnoïe Selo–Ropcha fait partie des opérations des fronts de Volkhov et de Léningrad ayant brisé le siège de Léningrad, concluant une bataille de près de 900 jours. En lançant l'offensive Kingisepp-Gdov le 1er février, le 109e corps de fusiliers de la 2e armée de choc s'empare de la ville de Kingisepp.